# Nikola Petković (calciatore 1996)
Nikola Petković (in serbo Никола Петковић?; Belgrado, 23 settembre 1996) è un calciatore serbo, centrocampista o attaccante dello Žalgiris.

## Carriera
Ha giocato nella prima divisione serba (di cui nella stagione 2019-2020 è anche stato capocannoniere) ed in quella slovena, oltre che nella seconda divisione francese.

## Palmarès

### Individuale
- Capocannoniere del campionato serbo: 1

2019-2020 (16 gol, a pari merito con Nenad Lukić e Vladimir Silađi)